# Bruggwaldtunnel
Der Bruggwaldtunnel ist ein 1,7 km langer einspuriger schweizerischer Eisenbahntunnel an der Bahnstrecke Romanshorn–St. Gallen zwischen Wittenbach und St. Gallen St. Fiden unterhalb des Bruggwalds. Der Tunnel wurde 1910 von der Bodensee-Toggenburg-Bahn (BT) in Betrieb genommen und gehört seit 2001 der Schweizerischen Südostbahn (SOB). Er hat ein konstantes Gefälle von 12 Promille gegen das Nordportal.

## Bau
Der Bau des 1731 Meter langen Bruggwaldtunnels erfolgte auf Geheiss des St. Galler Regierungsrats. Die BT bevorzugte eine mehrheitlich offene Linienführung durch das Galgentobel als kostengünstigere Lösung.

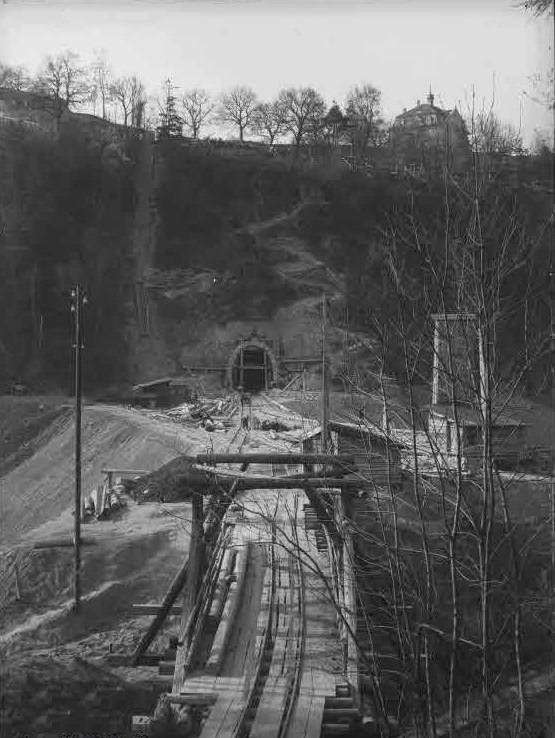
Südportal des Bruggwaldtunnels, vorne die Galgentobelbrücke über die Bahnlinie St. Gallen–Rorschach

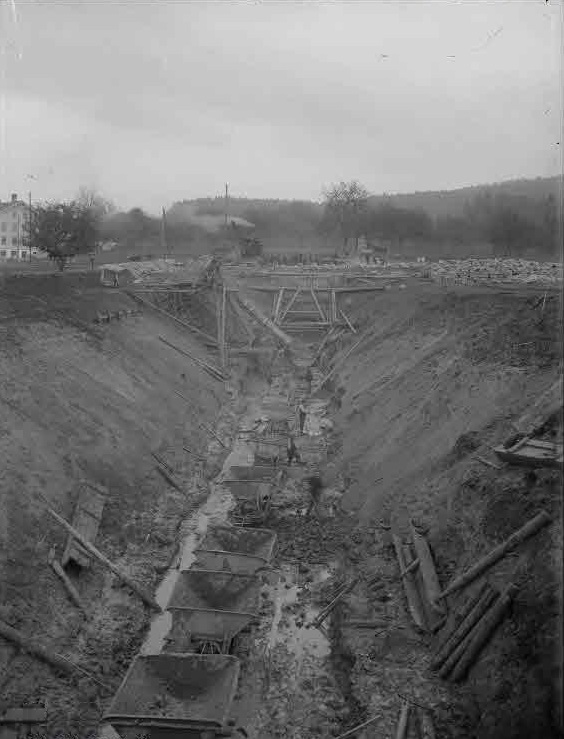
Voreinschnitt am Nordportal mit Wagen zum Schuttabtransport

Der Bruggwaldtunnel war beim Bau der BT das grösste und schwierigste Objekt des Teilstücks Romanshorn–St. Fiden. Vom 22. Dezember 1907 bis zum 3. Juni 1908 wurde der Bau von der BT in Regie betrieben. Im Juni 1908 wurden die Arbeiten an die Bauunternehmung AG Albert Süss & Cie. aus Basel vergeben. Auf der Nordseite konnte wegen langwieriger Arbeiten am Voreinschnitt erst Ende August 1908 mit dem Bau des eigentlichen Tunnelstollens begonnen werden.
Der Tunnel weist in der Mitte auf einer Länge von 62 Metern eine kleine Kurve von 5000 Metern Radius auf. Sie wurde wegen eines Vermessungsfehlers notwendig.
Der Bruggwaldtunnel ist nur wenig überlagert. Im südlichen Abschnitt ist sie mit 70 Metern am grössten. Das Ausbruchmaterial bestand aus Mergel und Sandstein. Der Mergel wurde bei der Berührung mit Luft und Wasser unstabil. Diesen geologischen Widrigkeiten versuchte man mit dem Einbau von Streben zu begegnen. Am 21. Mai 1909 erfolgte der Durchschlag des Sohlestollens.

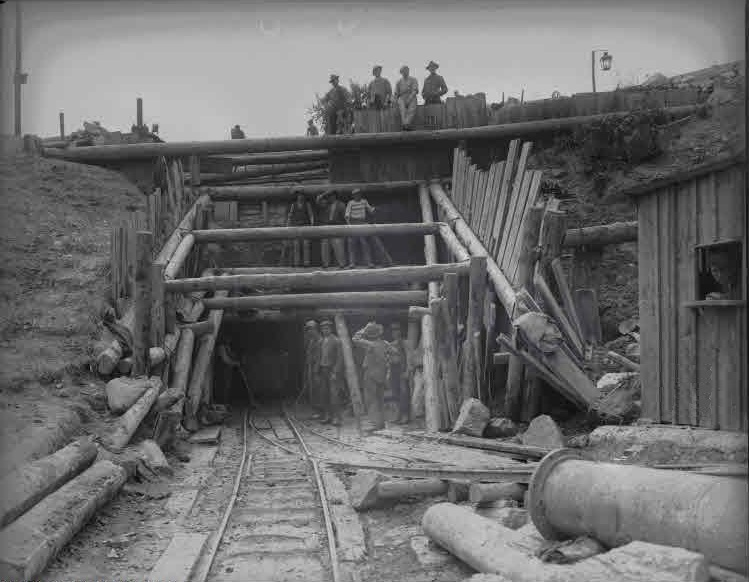
Nördlicher Eingang des Bruggwaldtunnels bei Wittenbach
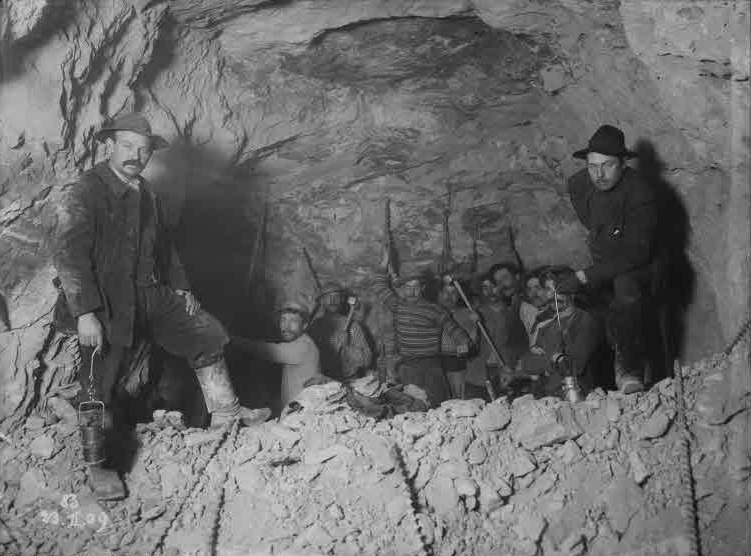
Arbeiter im Bruggwaldtunnel
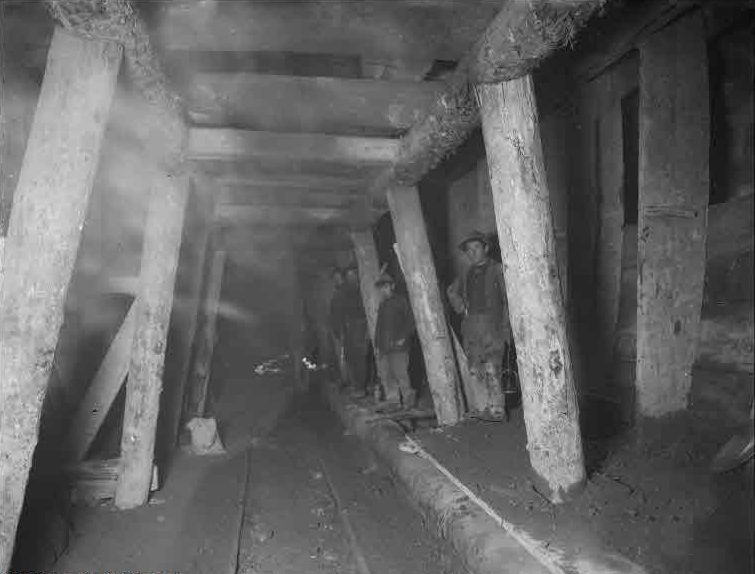
Hölzerne Verstrebungen im Tunnel

## Einsturz des Tunnels
Am 22. Juni 1909 stürzte ein 30 Meter langer, 170 bis 200 Meter vom Wittenbacher Tunnelportal entfernter Abschnitt des im Bau befindlichen Tunnels ein. Der Einsturz erweiterte sich unter Einwirkung strömenden Regens nach kurzer Zeit zum offenen Tagesbruch. Zwölf Arbeiter wurden verschüttet, sieben von ihnen fanden den Tod. Zwei Arbeiter wurden mit erheblichen Verletzungen geborgen, zwei bleiben unverletzt und konnten rasch gerettet werden.
Elf Tage nach der Katastrophe konnte der junge Italiener Giovanni Pedersoli lebend aus dem Schutt befreit werden. Sechs Tage nach dem Einsturz vernahmen Arbeiter die Stimme des verschütteten Kollegen. Zur Rettung des Eingeschlossenen wurde ein kleiner Rettungsstollen gebaut. Nach mehrmonatigem Spitalaufenthalt kehrte Pedersoli in seine Heimat zurück.
Eine amtliche Untersuchung ergab, dass das Bauunternehmen nicht ausreichend für die Stützung des bereits fertiggestellten Gewölbes gesorgt hatte. Die Bauleitung führte den Einsturz auf Unvorsichtigkeit der Arbeiter zurück. Das Bauunternehmen wollte zudem die Rettungsarbeiten vorzeitig abbrechen und liess die Bauarbeiten fortsetzen, als die Toten noch nicht alle geborgen waren. Die Folge war ein Streik der Bauarbeiter.

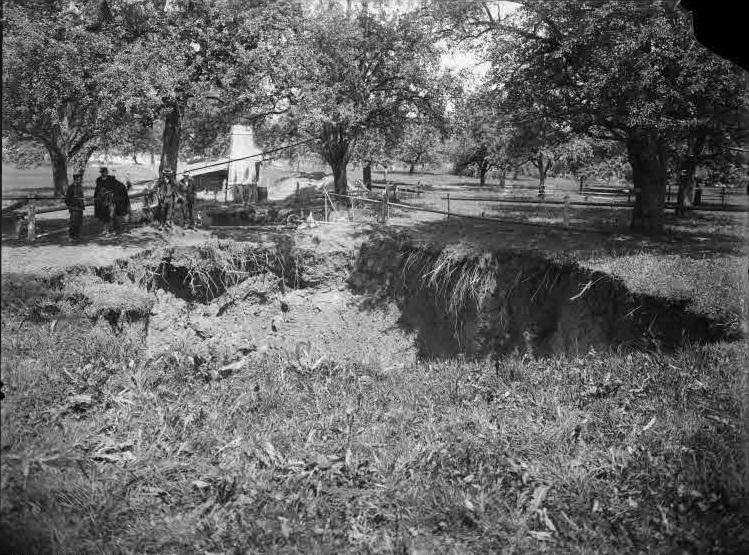
Einsturzstelle des Bruggwaldtunnels.
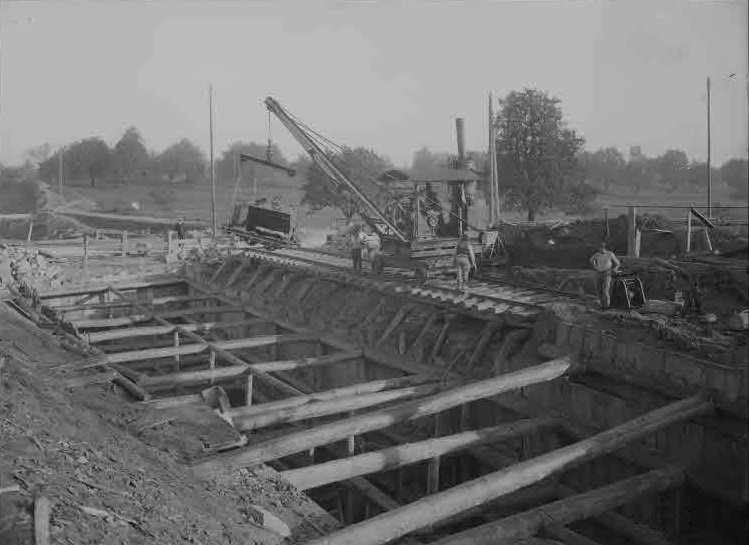
Tunnelschacht mit Holzkonstruktion der Schachtabstützung
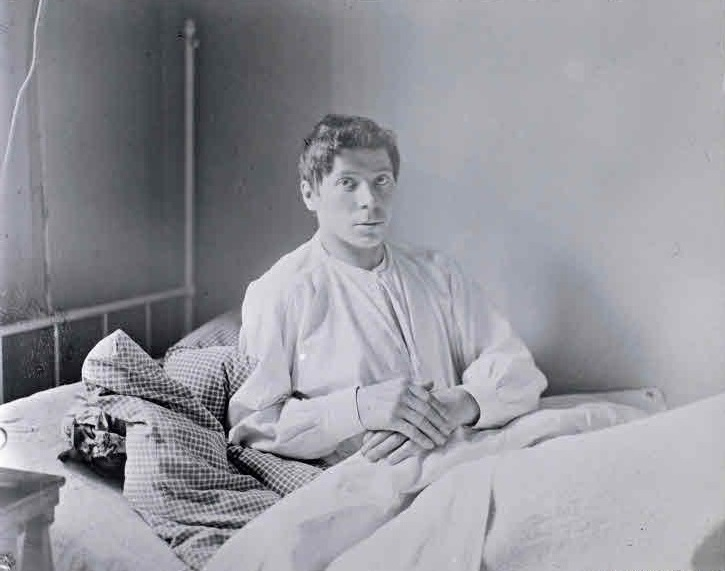
Geretteter Arbeiter Giovanni Pedersoli im Kantonsspital St. Gallen
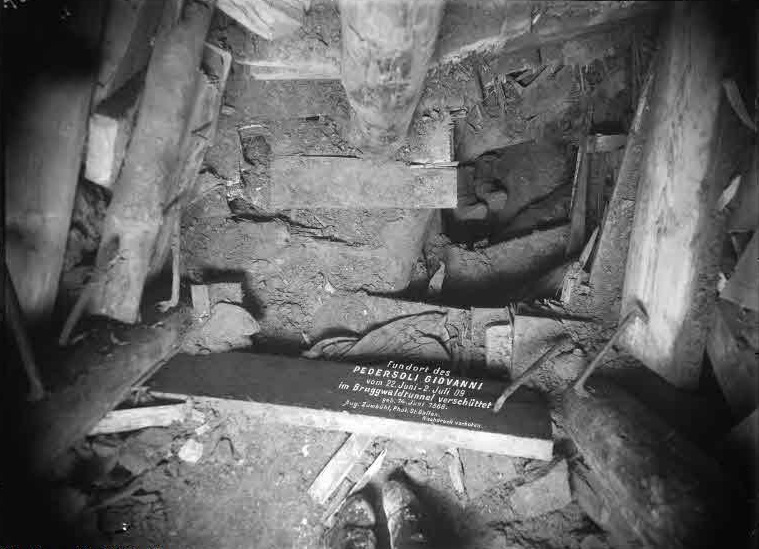
Die mit zwei Schuhen markierte Stelle zeigt den Fundort des verschütteten Pedersoli

## Betrieb und Umbauten

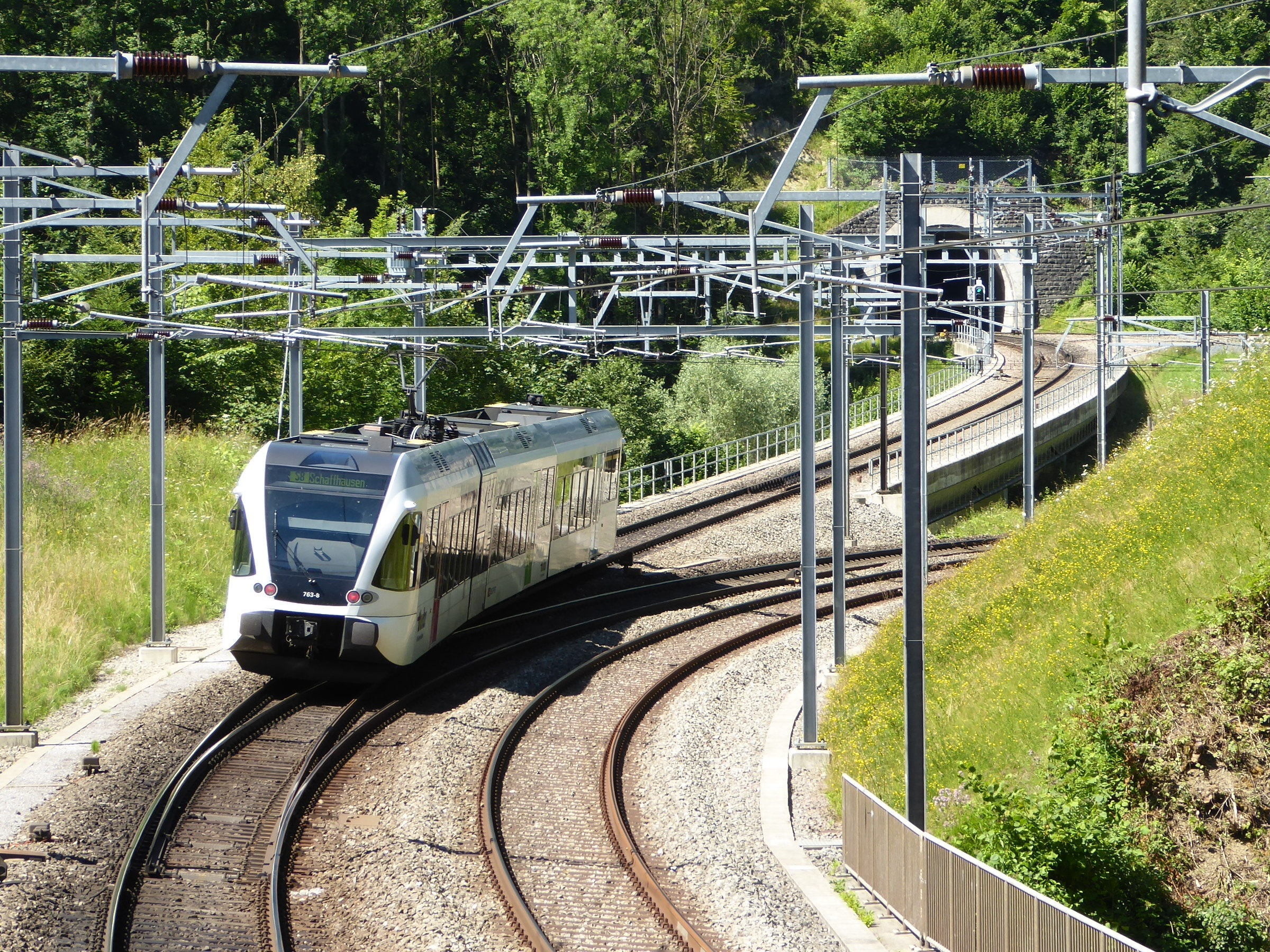
Die nach Wittenbach verkehrenden Züge fahren vom doppelspurigen Streckengleis St. Fiden–Mörschwil über die «Spange» zum Südportal des Bruggwaldtunnels

Am 3. Oktober 1910 wurde die Strecke Romanshorn–St. Fiden mit dem Bruggwaldtunnel eröffnet. Seit dem 24. Januar 1932 wird die Linie elektrisch betrieben.
2008 verbesserte die Schweizerische Südostbahn (SOB) die Sicherheit des Tunnels und installierte einen Handlauf mit Notbeleuchtung. 2009 wurde der Tunnel auf den letzten 68 Metern beim Südportal erweitert, um eine Weiche einzubauen. Die sogenannte Spange verbindet seither die SOB-Linie mit der Doppelspur Mörschwil–St. Fiden der SBB, damit sich die Züge der SOB zwischen dem Bruggwaldtunnel und dem Bahnhof St. Fiden fliegend kreuzen können.
2018 blieb die Bahnstrecke für eine Erneuerung des Tunnels während 9 Wochen vom 9. Juli bis zum 9. September gesperrt. Neben einer Sanierung des Gewölbes und der Entwässerung wurde das bisherige Gleis durch eine feste Fahrbahn und die Fahrleitung durch eine Deckenstromschiene ersetzt. Durch den Tunnel können seit der Sanierung auch Doppelstockwagen verkehren. Damit der Studerswilerbach beim Portal Seite Wittenbach eingedolt werden konnte, wurde der Tunnel um 10 Meter verlängert.